# Вулиця Січових Стрільців (Івано-Франківськ)
Вулиця Січових Стрільців — вулиця в Івано-Франківську, що веде від вул. Мазепи до вул. Незалежності. Проходить паралельно до Вічевого майдану та пішохідної частини вулиці Незалежності і зливається з останньою, таким чином, продовжуючи рух автотранспорту в напрямі вулиці Мазепи.
Давня вулиця міста, створена в середині XVIII ст., розташована на півдні центральної частини міста.

## Історія
Перша назва вулиці — Широка. Близько 1885 р. перейменована на честь Яна ІІІ Собеського, правителя Речі Посполитої та талановитого полководця 17-го століття.
За часів ЗУНР у 1919 році вулиці дали назву Михайла Грушевського. Пізніше польська влада повернула їй ім'я Яна Собеського, а під час німецької окупації була перейменована на Доктора Ляша.
За радянської влади, незмінно із 1945 р., називалася на честь Василя Чапаєва, командира 25-ї дивізії Червоної армії, учасника Першої світової та Громадянської війни в Росії.
З лютого 1991 року вулиця має теперішню назву — Січових Стрільців, одного з найкращих регулярних формувань в Армії УНР 1917–1919 років.

## Будівлі
Вулиця пролягала вздовж південної частини Станіславівської фортеці, тому на першому етапі свого існування — у другій половині XVIII ст. ліва її сторона була зайнята ярами та укріпленнями, які від стін фортеці (з південного боку) починалися в районі Вічевого майдану, а права була щільно забудована передмістям.
Забудована вулиця переважно будинками 1870-х—1910-х років, окрім тієї частини, яка проходить від перехрестя із вул. Коновальця до її завершення на Незалежності — споруди 1920-х—1930-х років та новобудови.
Тут розташовуються 30 пам'яток історії та культури.
№ 12.
Готель «Дністер», (1913) архітектор — Фредерик Януш. Тут, 3 січня 1919, було схвалено історичний Акт Злуки з УНР, також тут мешкав президент ЗУНР — доктор Євген Петрушевич.
№ 25.
У цьому будинку розташована редакція регіональної газети «Галичина».

## Галерея

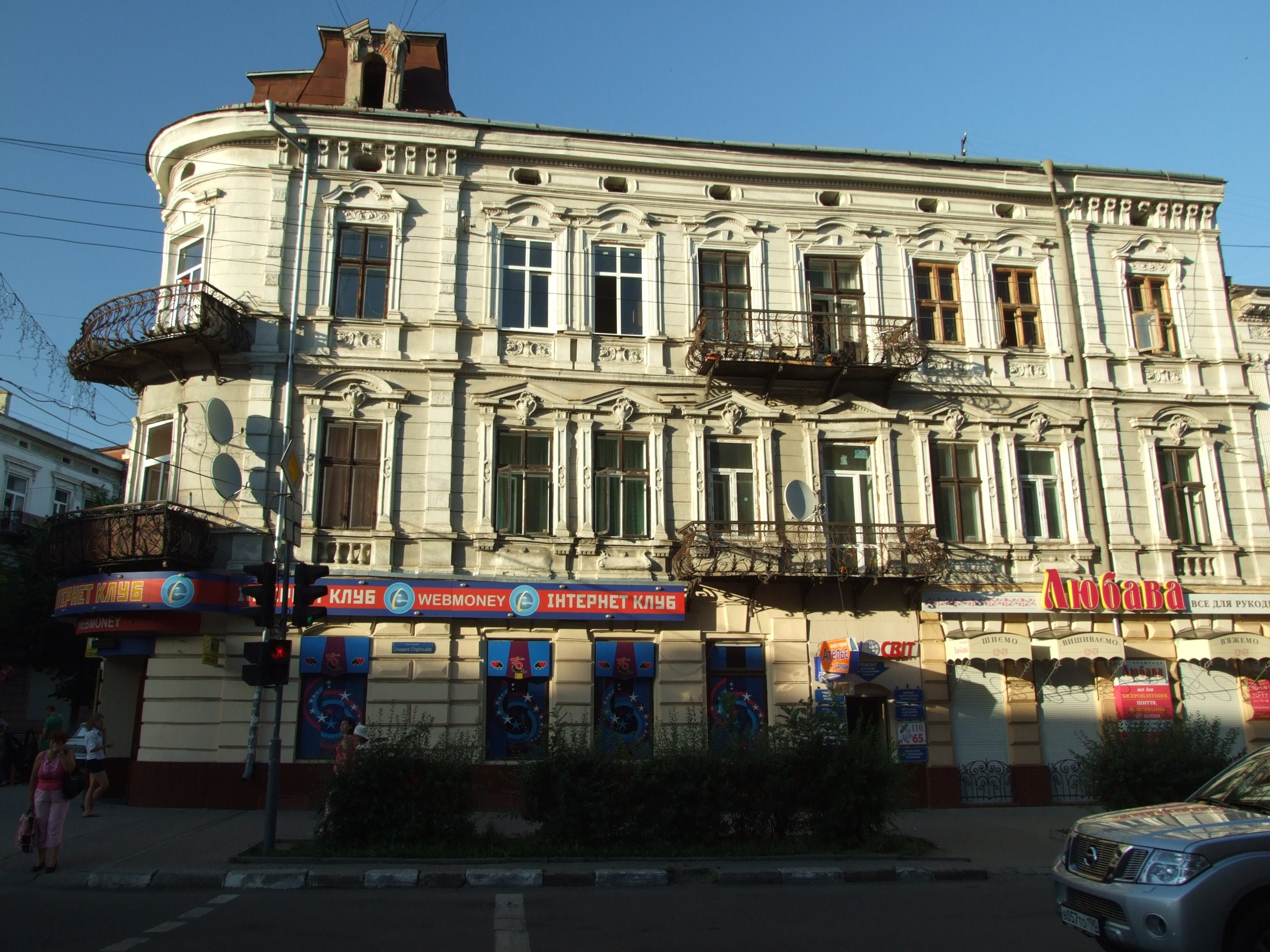
Будинок №1
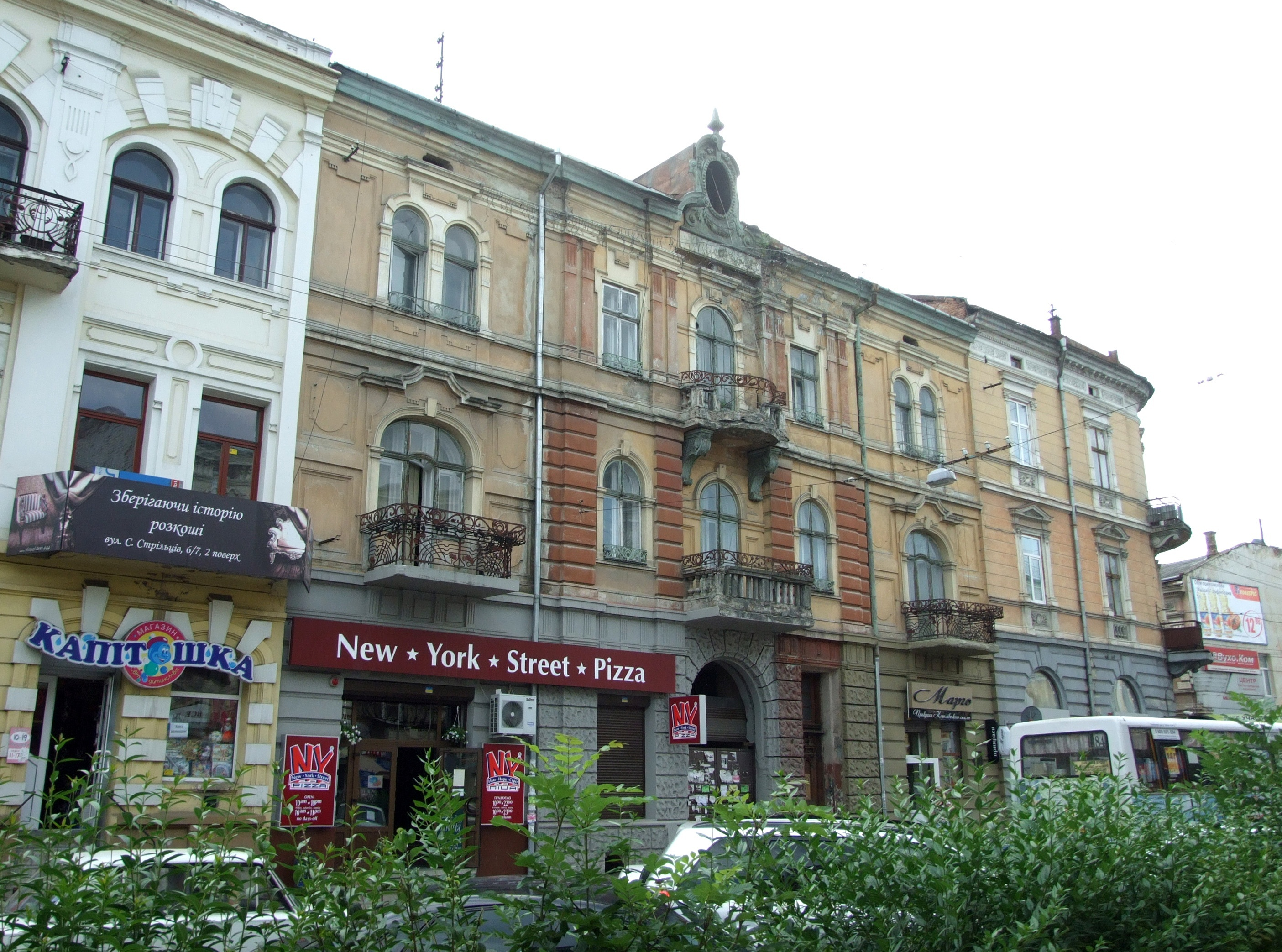
Будинок №4
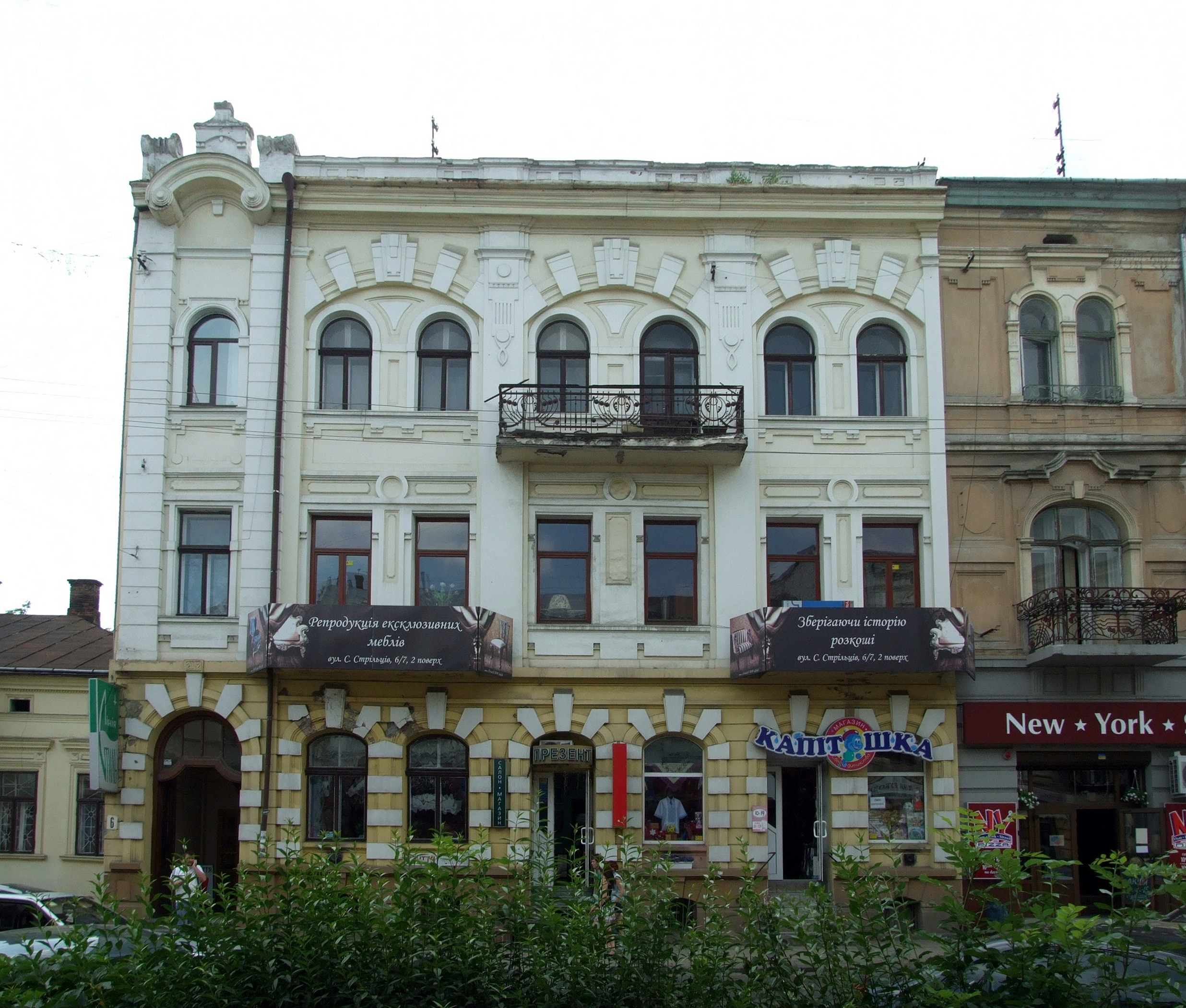
Будинок №6
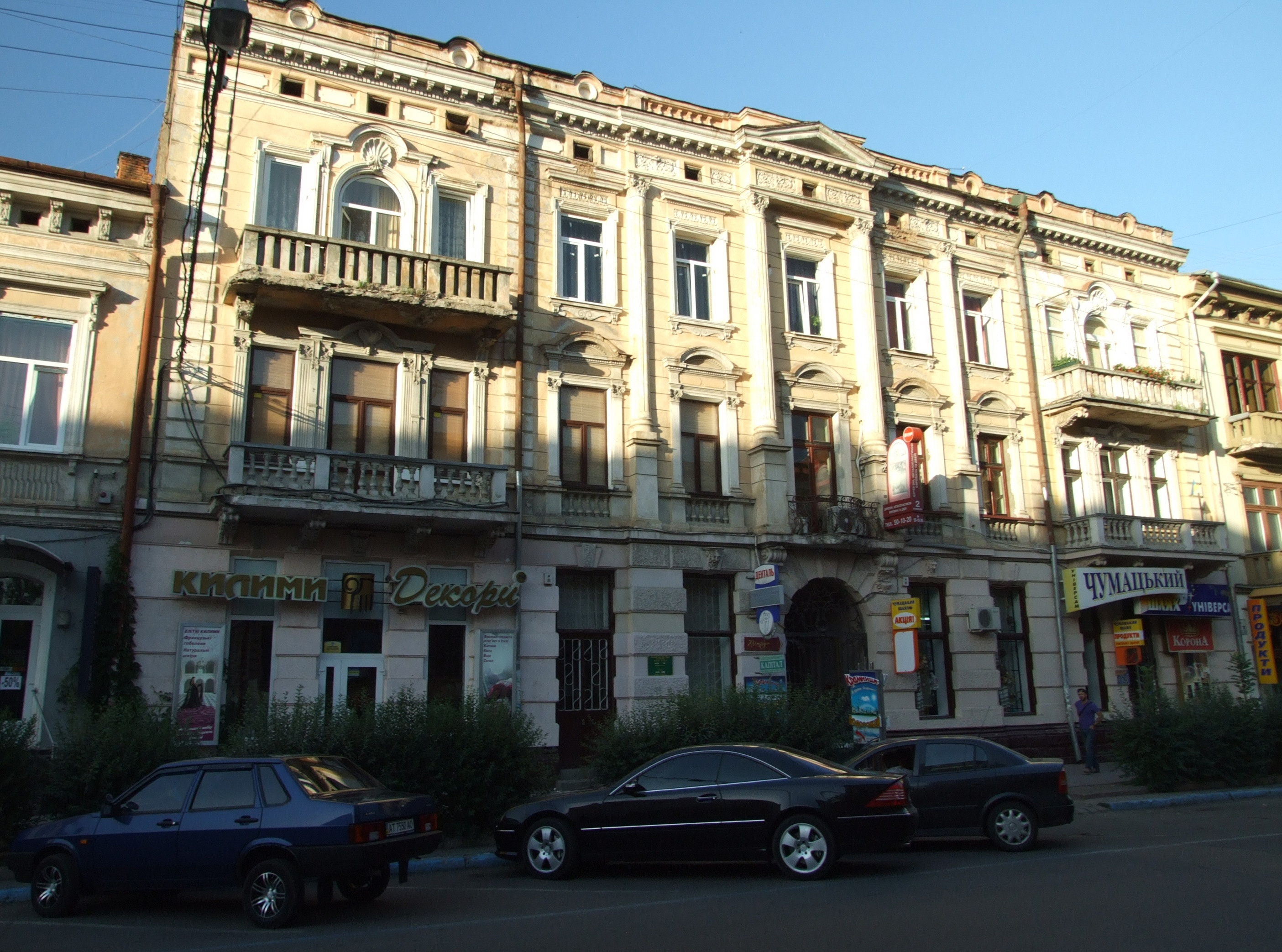
Будинок №7
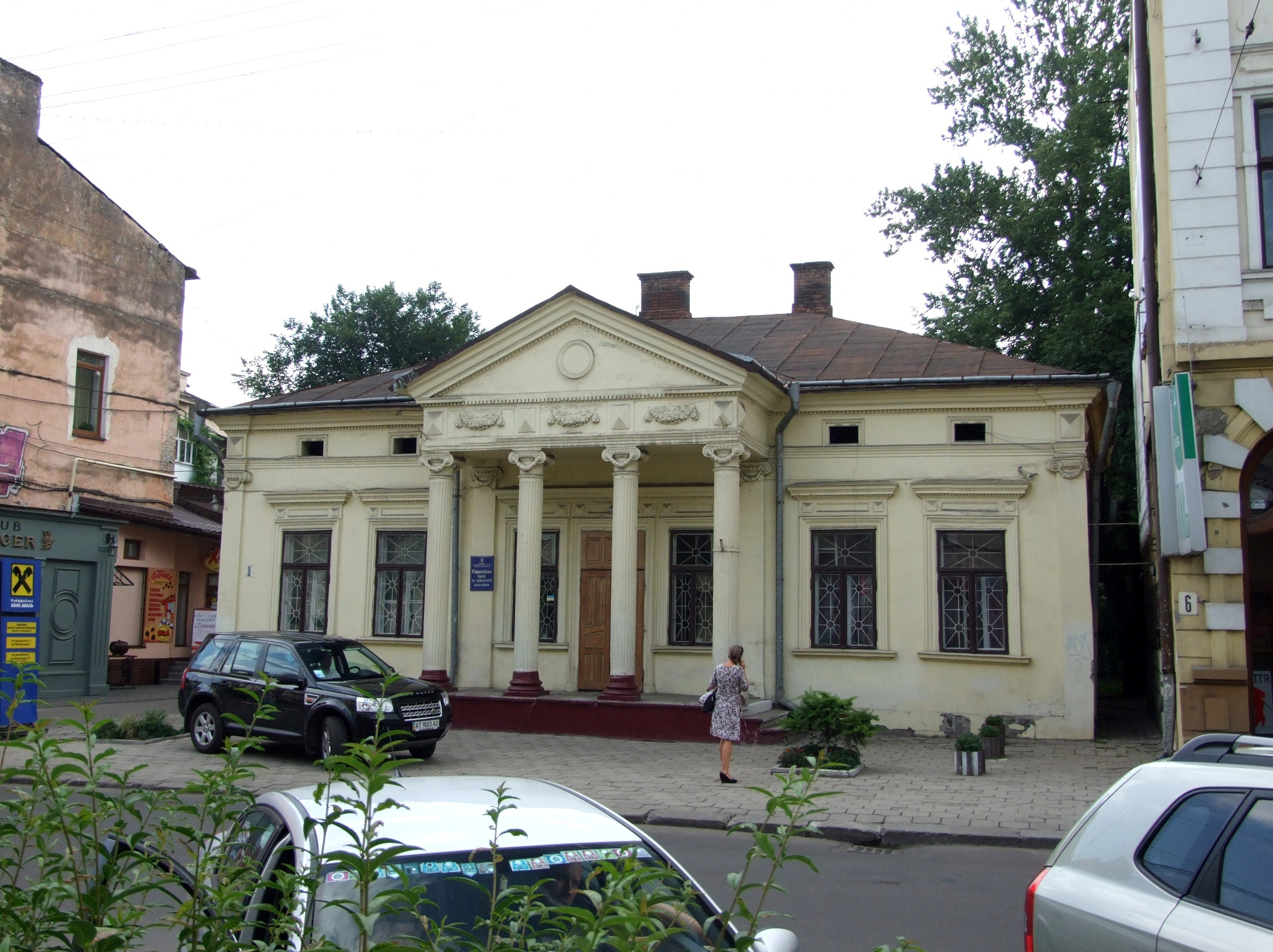
Будинок №8
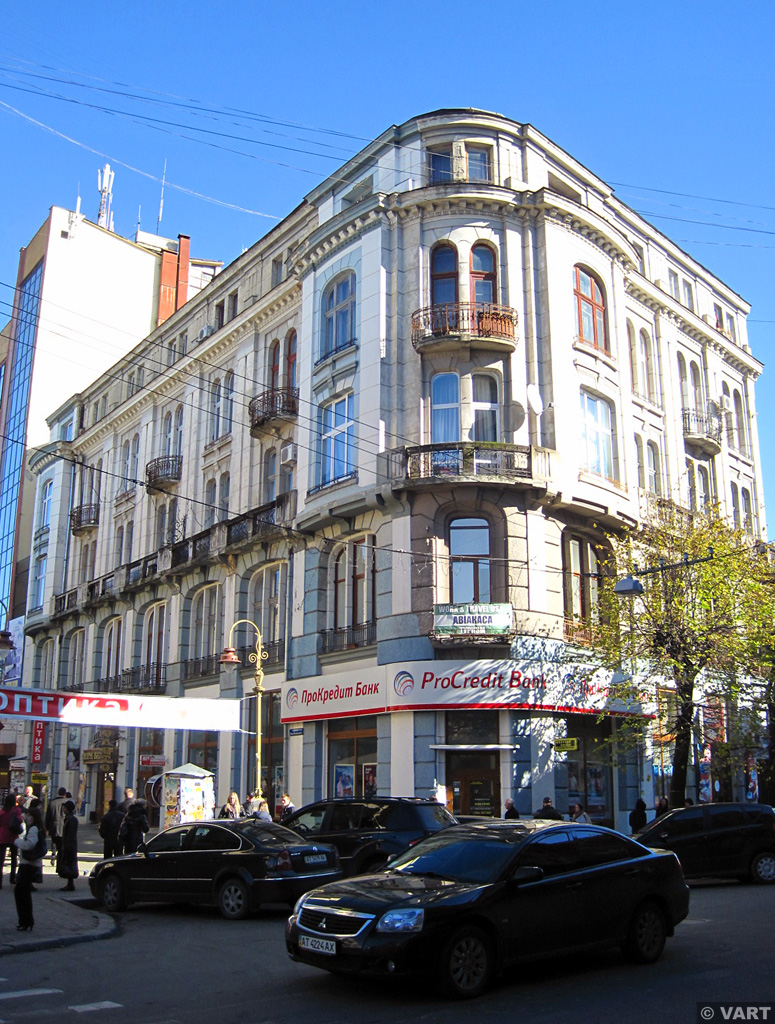
Будинок № 11
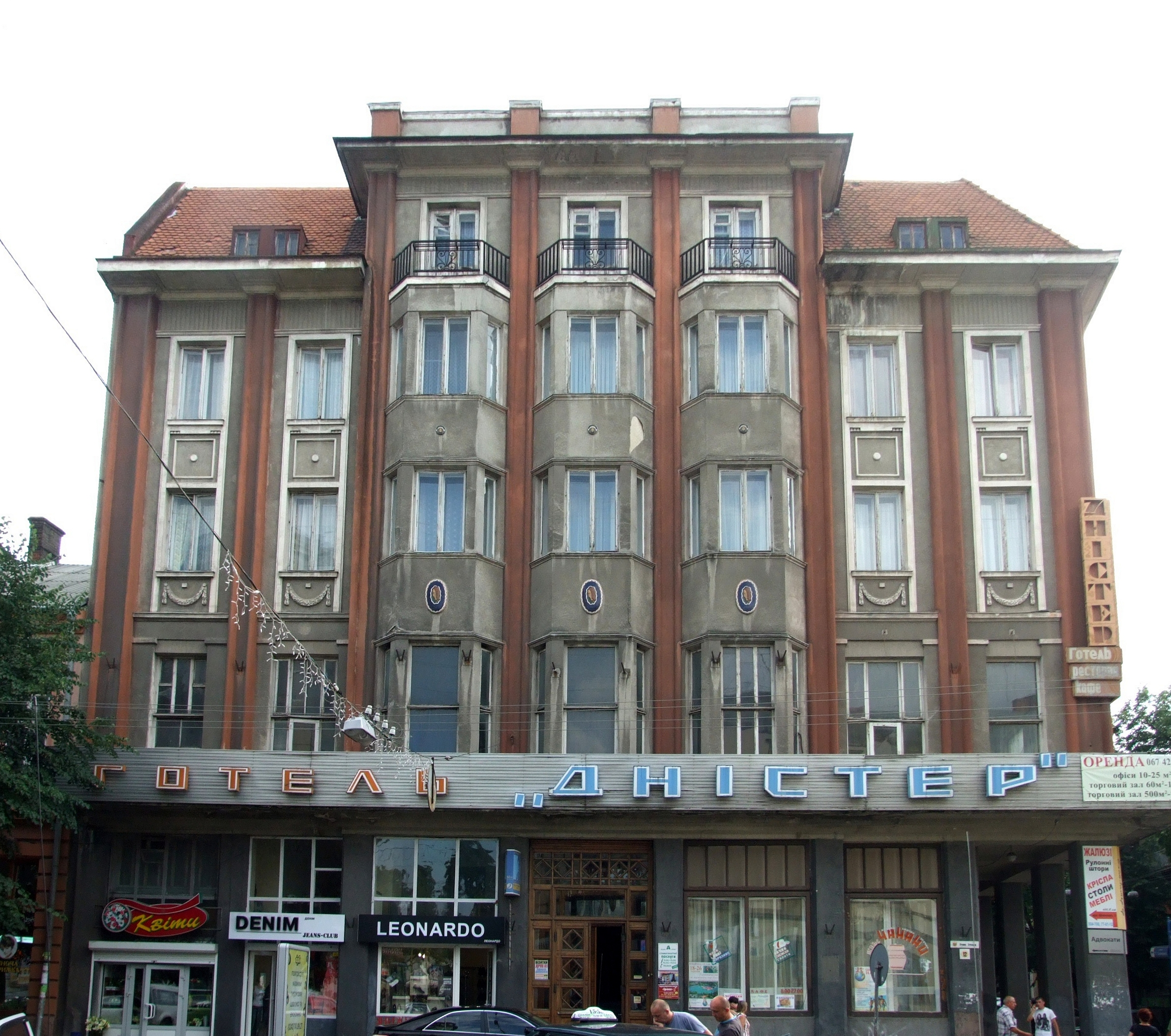
Будинок №12
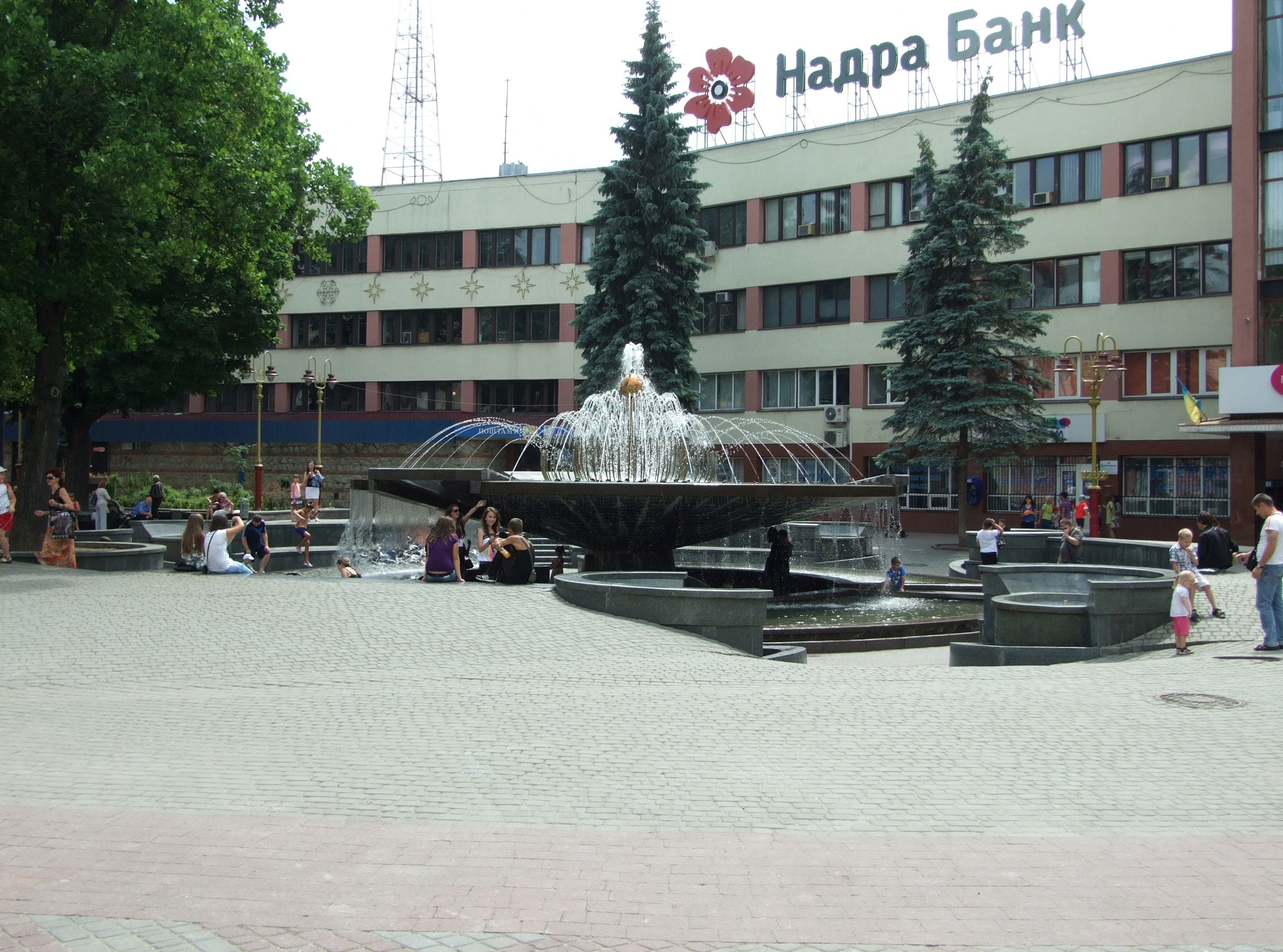
Будинок №13a
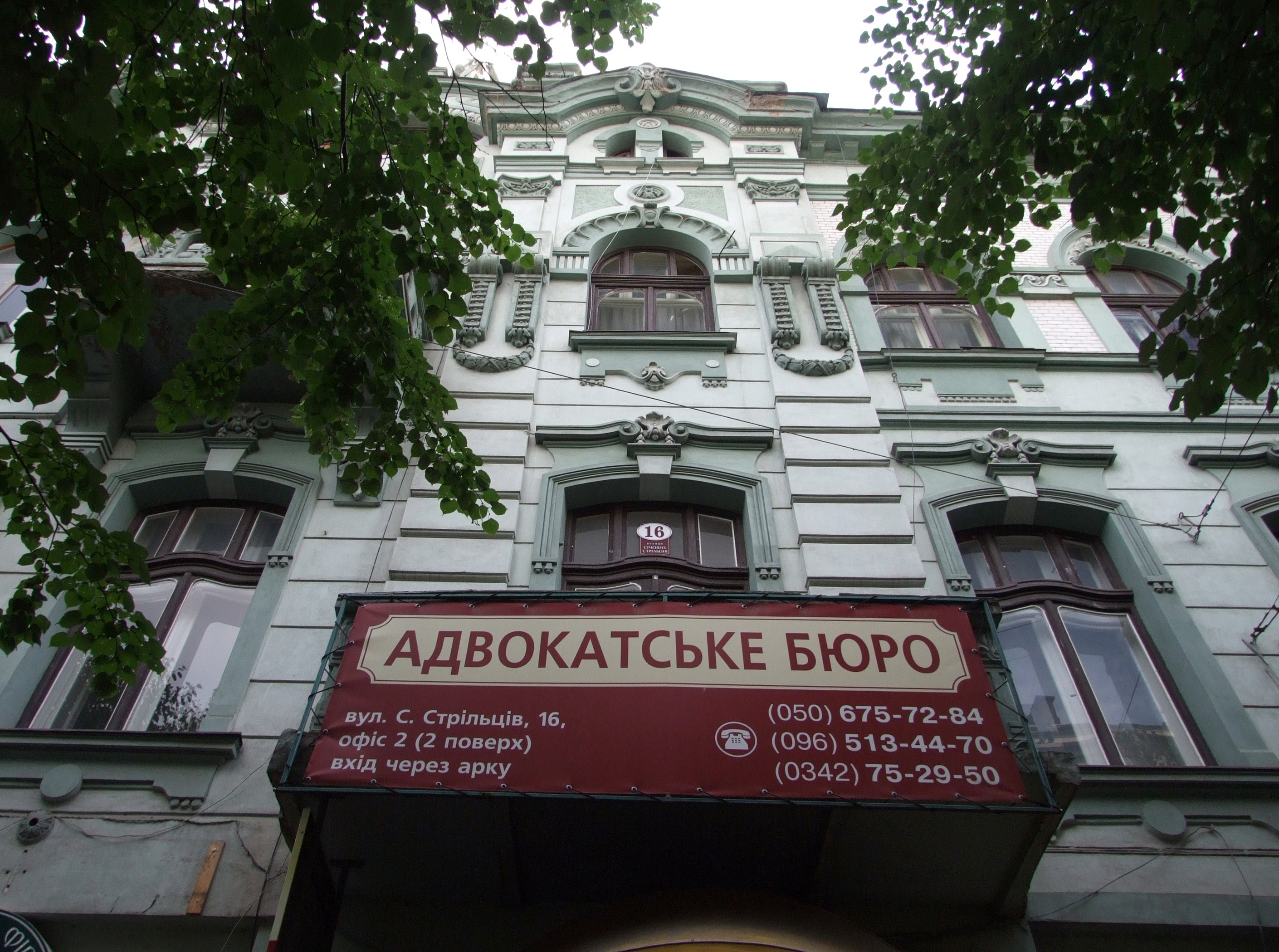
Будинок №16
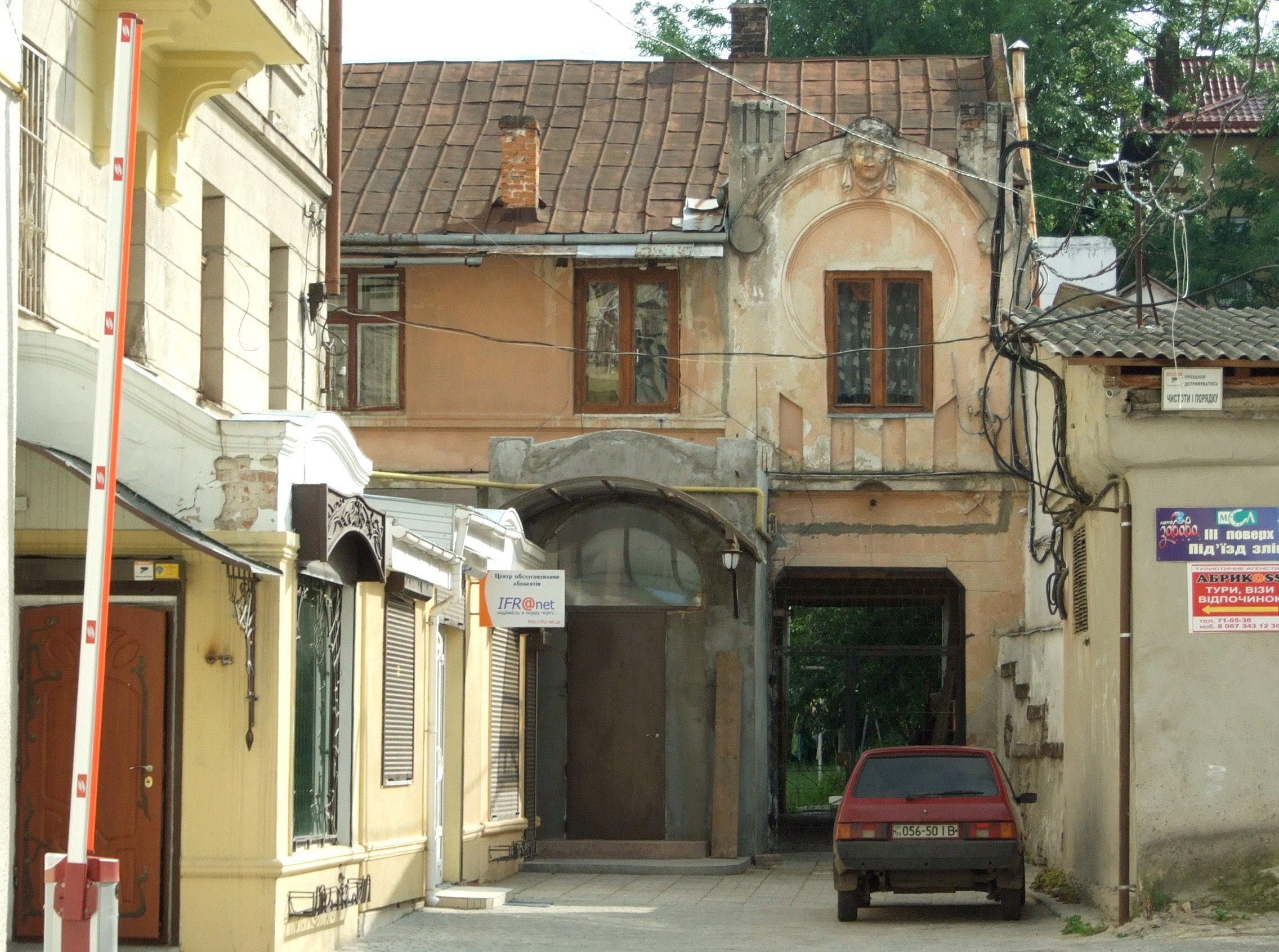
Будинок №16a
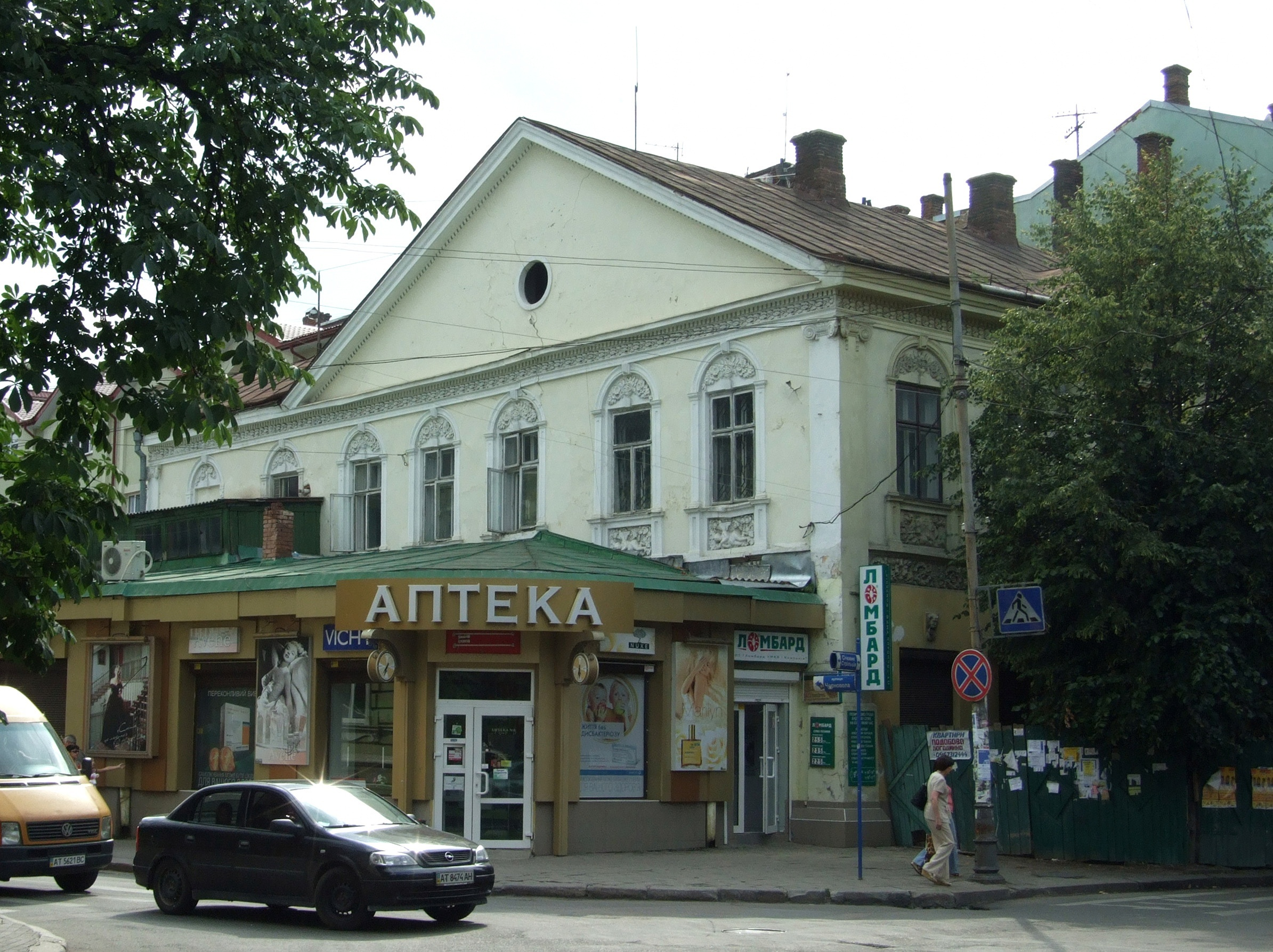
Будинок №18
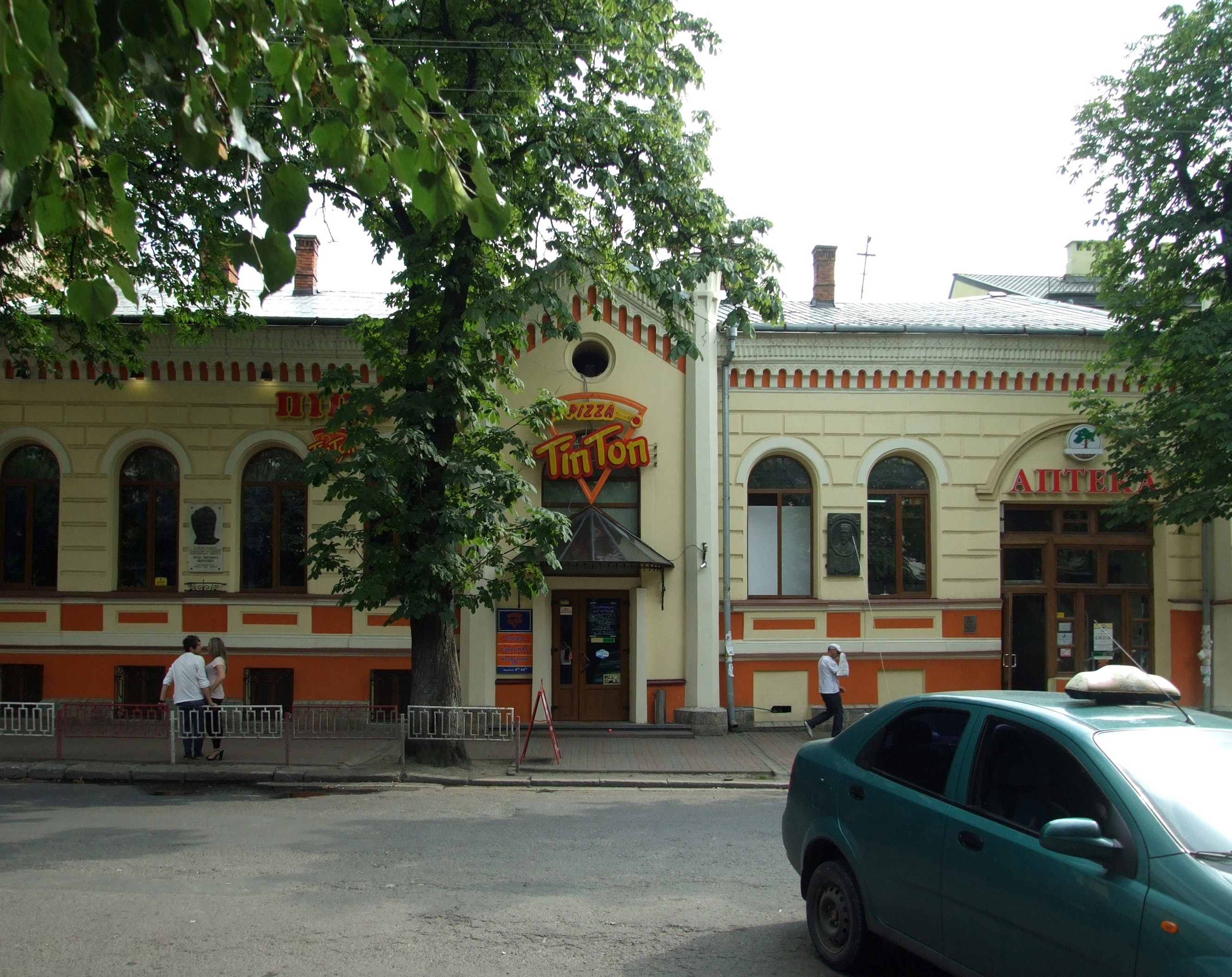
Будинок №24
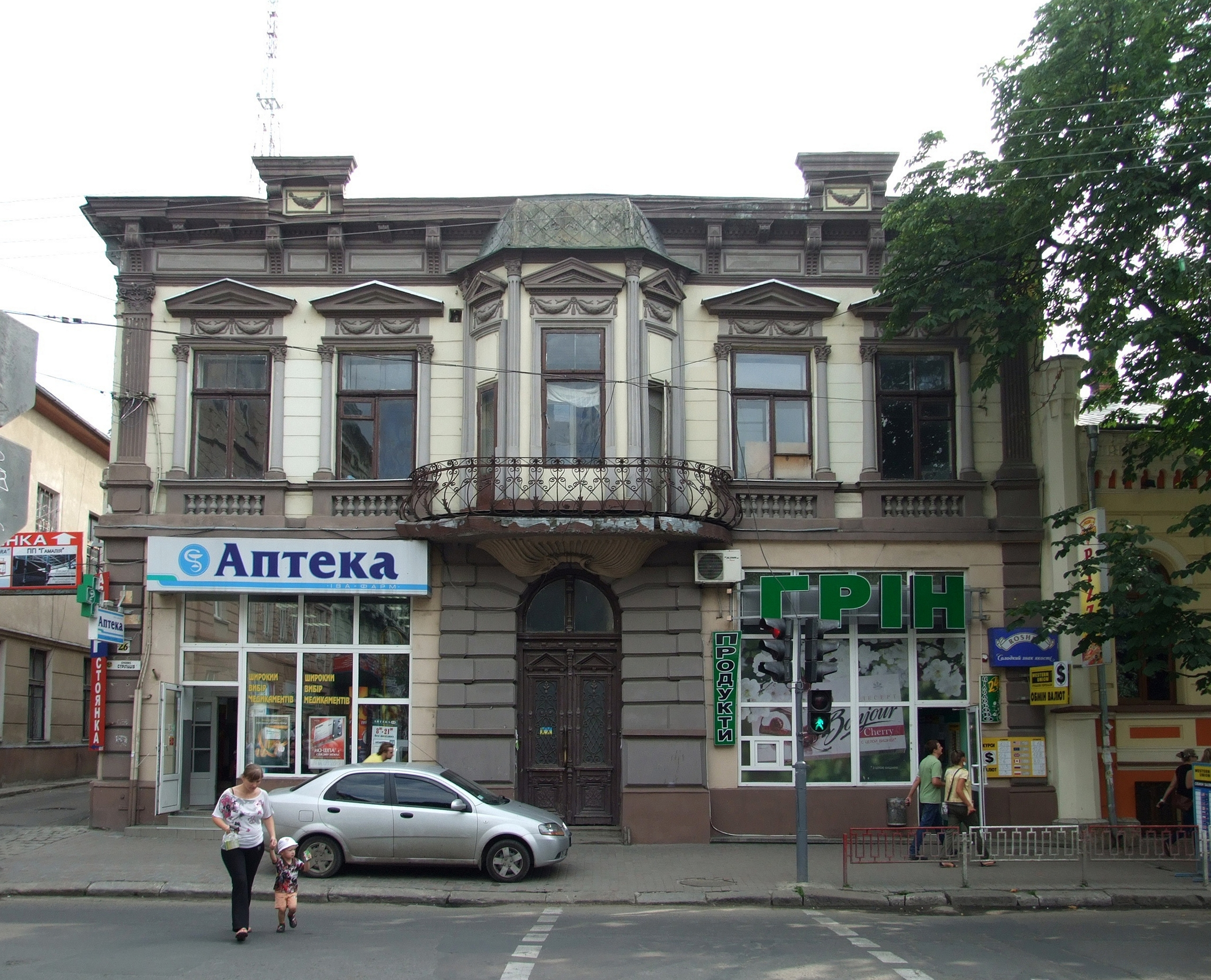
Будинок №26
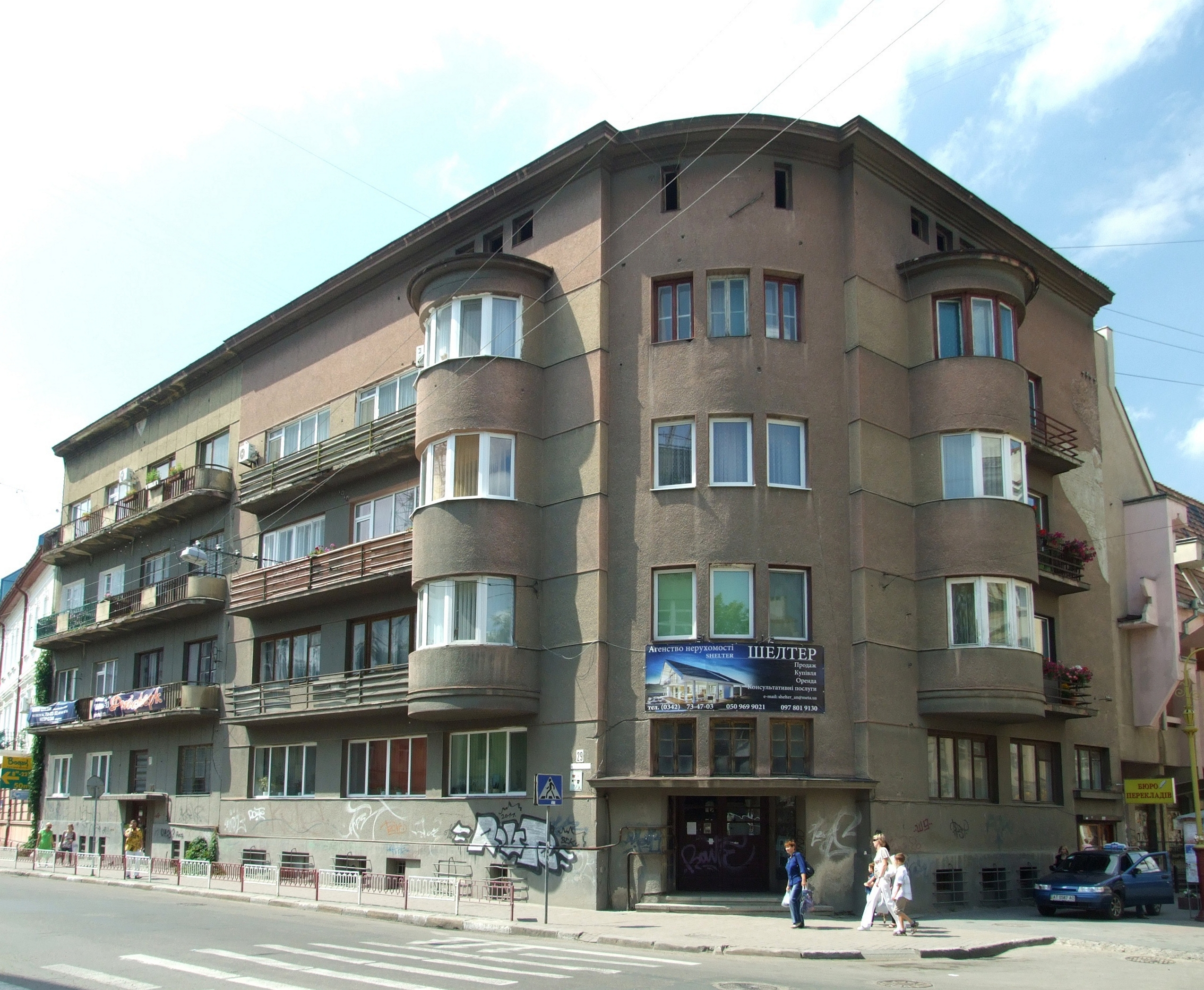
Будинок №29
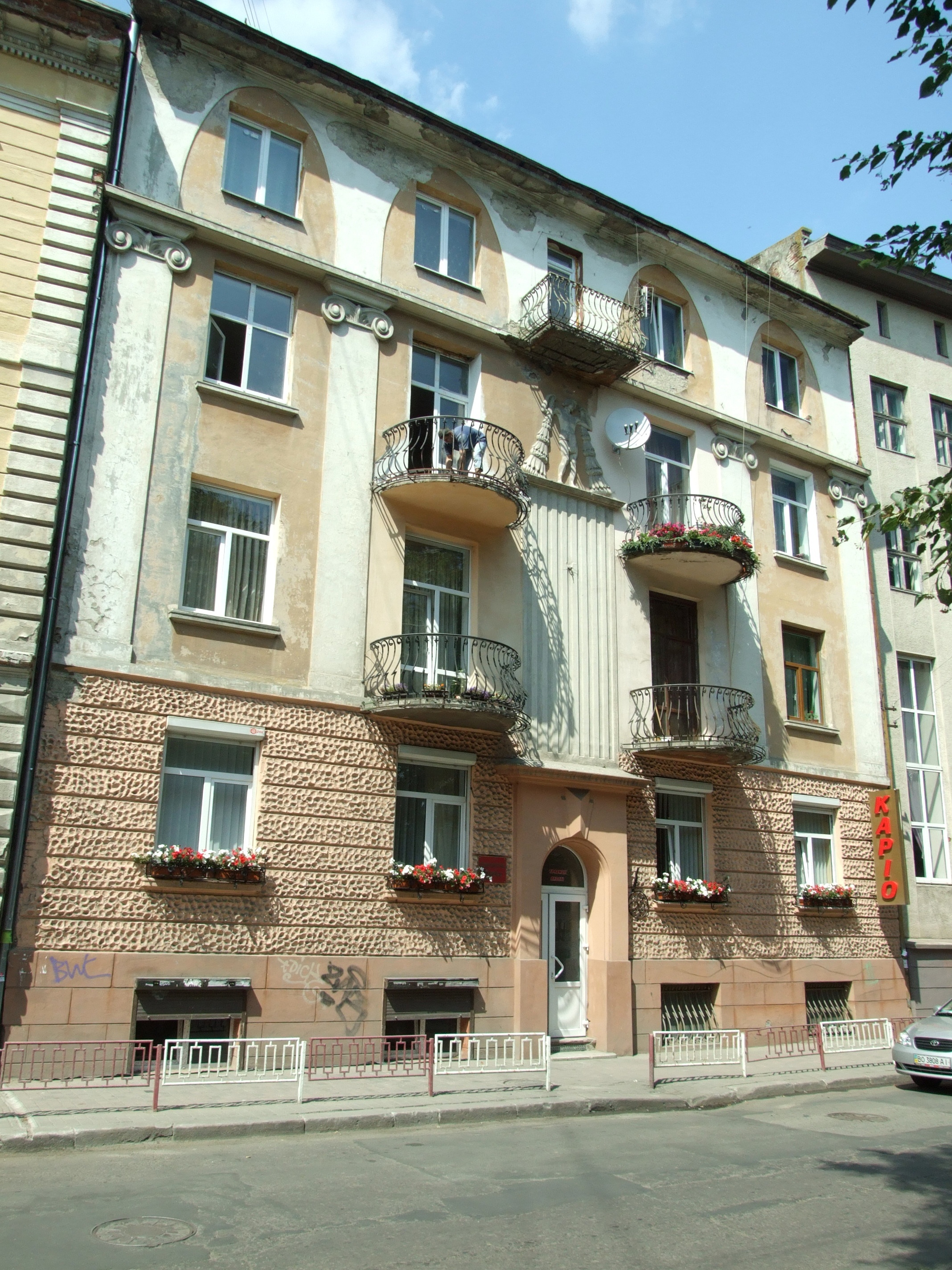
Будинок №35
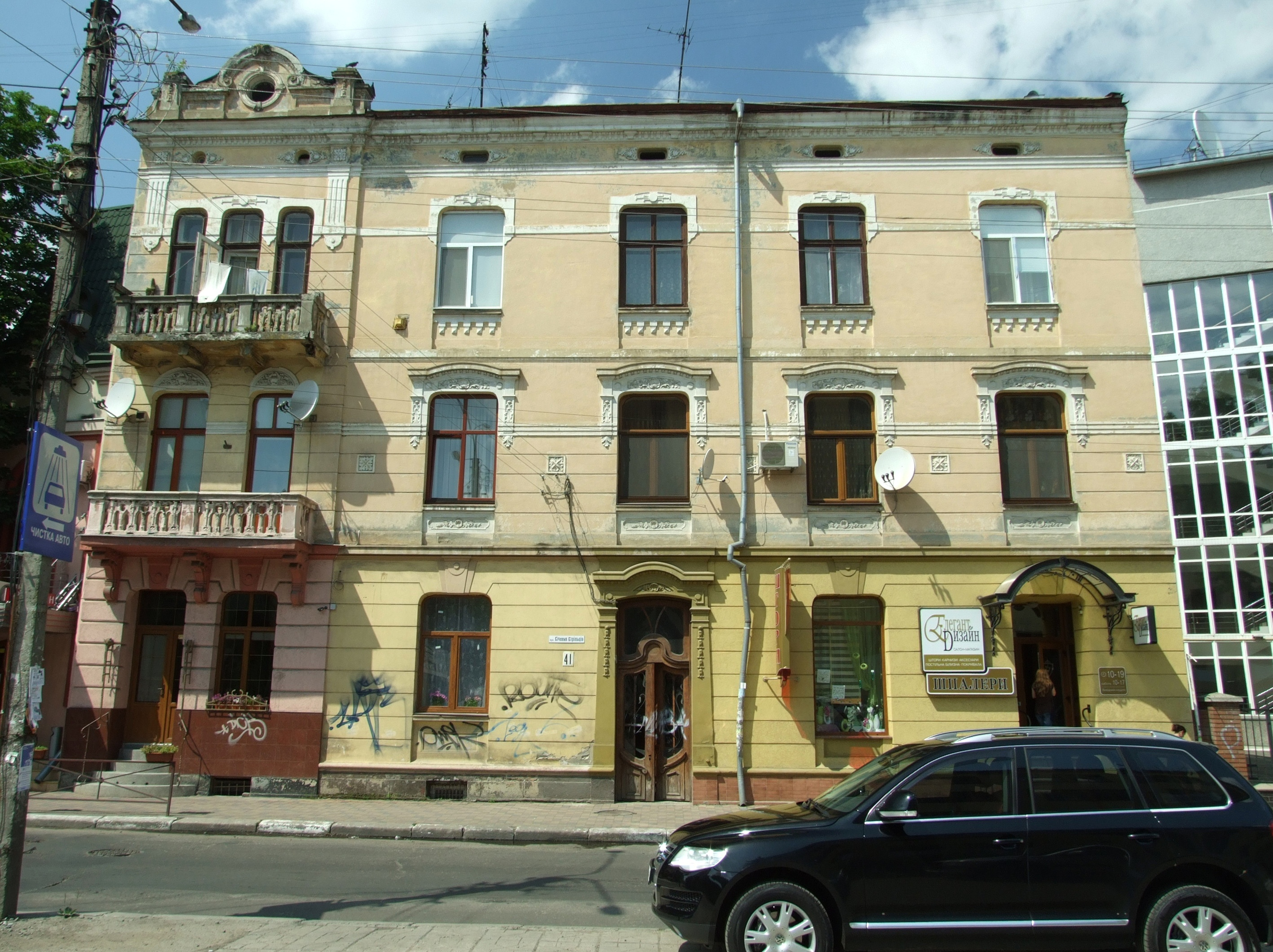
Будинок №41
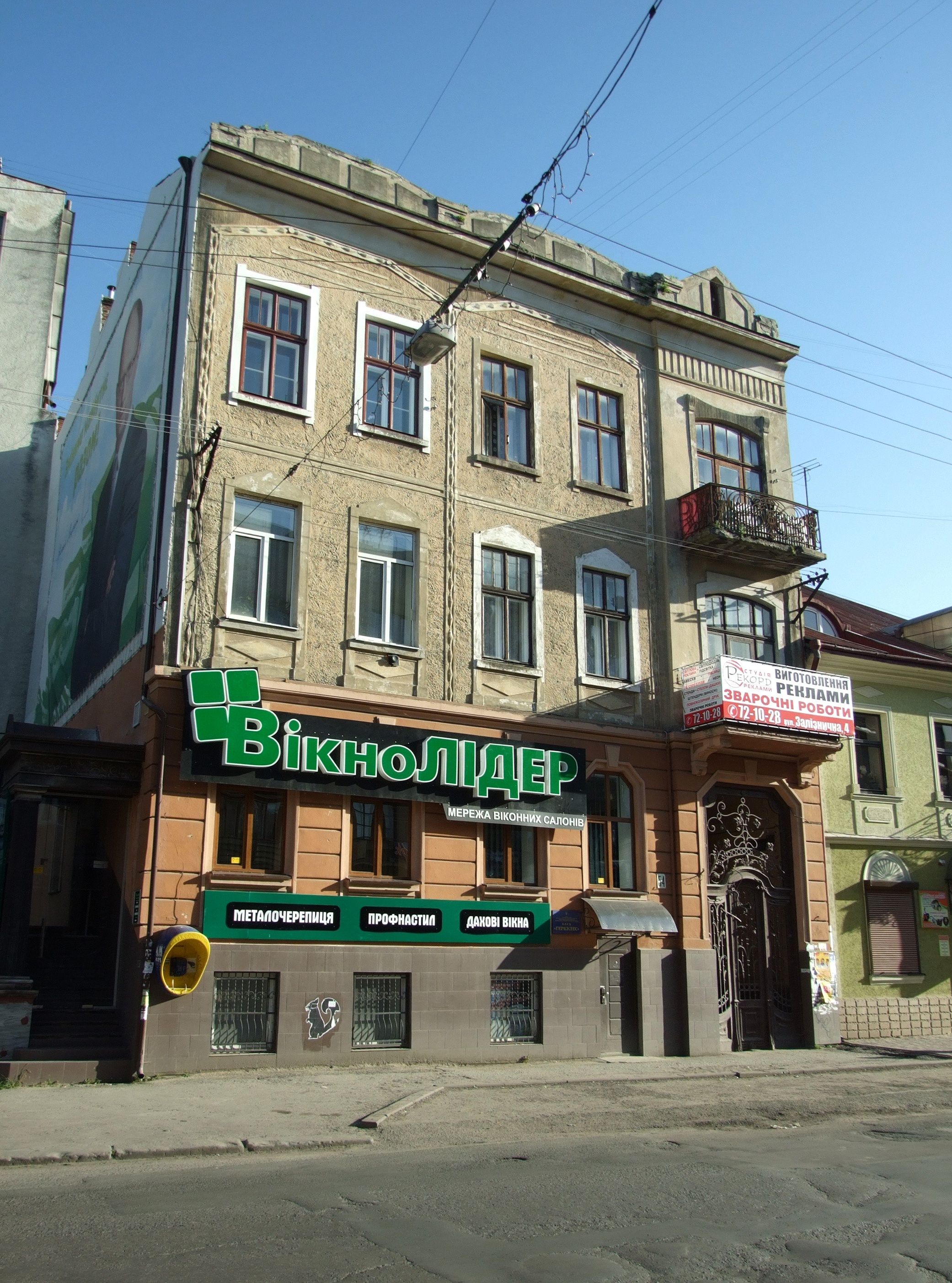
Будинок №54